# Сан-Херман (Пуерто-Рико)
Сан-Херман (ісп. San Germán, МФА: [saŋ xerˈman]) — муніципалітет Пуерто-Рико, острівної території у складі США. Заснований 1573 року.

## Географія
Сан-Херман розташований у південно-західній частині острову Пуерто-Рико. 
Площа суходолу муніципалітету складає 140 км² (21-е місце за цим показником серед 78 муніципалітетів Пуерто-Рико).

## Демографія
Станом на 2010 рік на території муніципалітету мешкало 35 527 ос.
Динаміка чисельності населення:

## Населені пункти
Найбільші населені пункти муніципалітету Сан-Херман:
| Населений пункт | Статус | Населення :   | Населення :   | Населення :   |
| Населений пункт | Статус | на 01.04.1990 | на 01.04.2000 | на 01.04.2010 |
| --------------- | ------ | ------------- | ------------- | ------------- |
| Сабана-Енеас    | Селище | 1 817         | 1 847         | 1 576         |
| Сан-Херман      | Місто  | 11 977        | 12 033        | 10 989        |

## Персоналії
- Бені́сіо Монсерра́те Рафае́ль дель То́ро Са́нчес (* 1967) — пуерто-риканський актор.